# Edwin von Posadowsky-Wehner
Edwin Adolf Friedrich Graf von Posadowsky-Wehner (* 7. Januar 1834 in Fraustadt in Posen; † 4. September 1919 in Dresden) war ein deutscher Jurist und Landrat.

## Leben
Edwin von Posadowsky-Wehner entstammte dem schlesischem Uradelsgeschlecht Posadowsky, war ein Sohn des Oberlandesgerichtsrats Adolf Graf von Posadowsky-Wehner (1799–1848) und dessen Ehefrau Amalie von Ploetz (1811–1880) und wuchs mit seinen Geschwistern Luitgarde (* 1832), Angelica (* 1835), Helene (1837–1853), Paul (1839–1855) und Arthur (1845–1932, deutscher Vizekanzler) auf.
Nach dem Abitur an der Ritterakademie Liegnitz im Jahre 1853 absolvierte er ein Studium der Rechts- und Kameralwissenschaften
an den Universitäten in Heidelberg, Halle/Saale und Berlin. Nach dem ersten juristischen Staatsexamen beim Kreisgericht Berlin (Note: „vorschriftsmäßig“) wurde er als Auskultator an das Kreisgericht Frankfurt a. d. Oder überwiesen. Nach dem staatswissenschaftlichen Examen im Januar 1859 in Danzig erhielt er eine Anstellung als Regierungsreferendar bei der Bezirksregierung Danzig und beim Landkreis Danzig.
Nach dem zweiten juristischen Staatsexamen in Berlin am 22. März 1865 wurde er Regierungsassessor und zur Bezirksregierung Marienwerder überwiesen und zuletzt mit der kommissarischen Verwaltung des Landratsamtes des Kreises Löbau
beauftragt. Die definitive Ernennung zum Landrat folgte am 6. Januar 1868.
Zunächst im Juni 1875 mit der kommissarischen Leitung der Verwaltung des Landkreises Hofgeismar beauftragt, folgte die definitive Ernennung zum Landrat am 12. Januar 1876.
Nach seiner Beurlaubung im August 1881 und seinem Rücktritt wurde er zum Monatsende Oktober 1881 aus dem Staatsdienst entlassen.
Fortan verwaltete er sein Rittergut Petersdorf im Kreis Löbau, das er 1865 zum Preis von 105.000 Thalern erworben hatte.

### Familie
Am 26. Oktober 1863 heiratete er in Rinkowken Helene Nehring gen. Von Szerdahelyi (1841–1889). Aus der Ehe sind die Kinder Torsten (* 1864, Offizier),  Catharina (* 1866, oo Alfred von Körber), Harry von Posadowsky-Wehner (1869–1923) und Elsabeth (* 1877) hervorgegangen.